# Manômetro

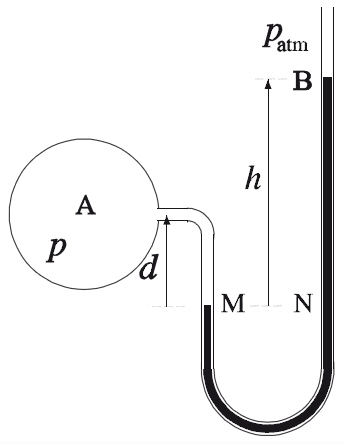
Manômetro de dois ramos abertos.

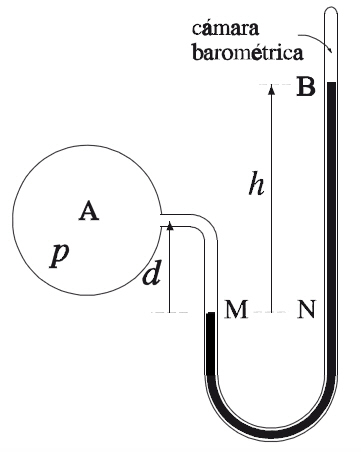
Manômetro truncado.

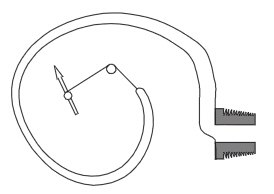
Manômetro de Bourdon (componente fundamental).

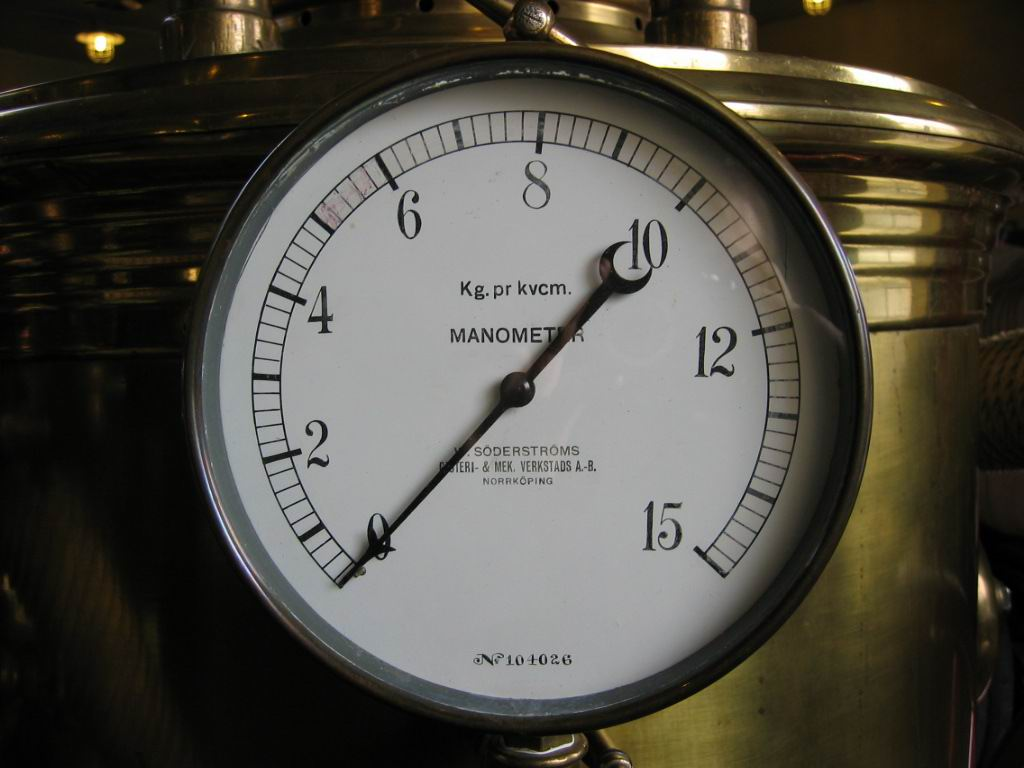
Manômetro de fabricação sueca instalado em uma máquina a vapor.

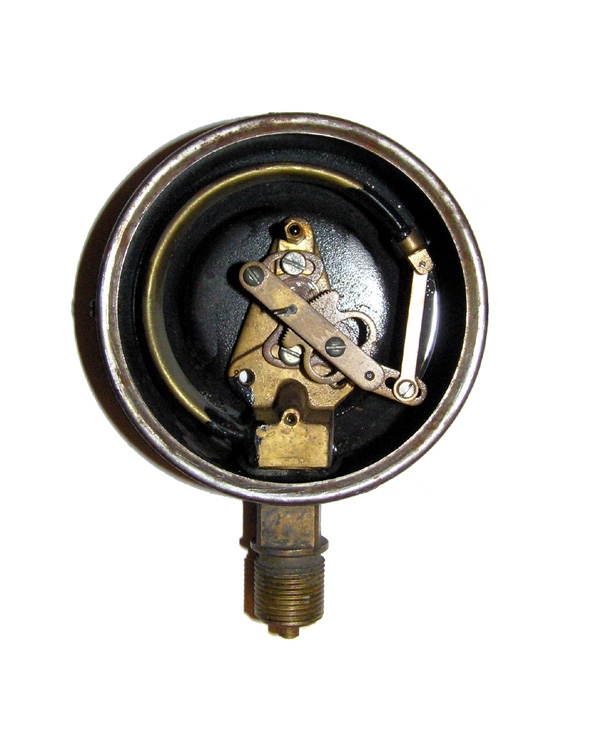
A construção de medidor com tubo de bourdon, os componentes são feitos de latão

O manômetro (português brasileiro) ou manómetro (português europeu) (do gr. μανός, manós, pouco/ligeiramente denso, e μέτρον, métron, medida) é um instrumento utilizado para medir a pressão de fluidos contidos em recipientes fechados. Existem, basicamente, dois tipos: os de líquidos e os de gases.

## Características e tipos de manômetros
Muitos dos aparatos empregados para a medida de pressões utilizam a pressão atmosférica como nível de referência e medem a diferença entre a pressão real ou absoluta e a pressão atmosférica, chamando-se a este valor pressão manométrica; tais aparatos recebem o nome de manômetros e funcionam segundo os mesmos princípios em que se fundamentam os barômetros de mercúrio e os aneroides. A pressão manométrica se expressa bem seja acima ou abaixo da pressão atmosférica. Os manômetros que servem para medir pressões inferiores à atmosférica se chamam manômetros de vácuo ou vacuômetros.
Um tipo de manômetro já com séculos de existência é o de coluna líquida. Este manômetro contém um tubo, no qual se coloca uma dada quantidade de líquido, ar ou outro gás. Neste método a pressão a medir é aplicada a uma das aberturas do tubo, enquanto uma pressão de referência é aplicada à outra abertura (geralmente a pressão atmosférica). A diferença entre as pressões é proporcional à diferença do nível do líquido, em que a constante de proporcionalidade é a massa volúmica do fluido.
Os manômetros de coluna líquida podem ser em forma de 'U' ou ter uma única coluna. Para se forçar o líquido a percorrer uma maior distância utilizam-se colunas com inclinação (uma vez que a pressão obriga a subir, o que exige um maior deslocamento no caso de a coluna estar inclinada), sendo necessário conhecer o ângulo relativo à horizontal com precisão. Os manômetros de coluna líquida podem ser divididos em manômetros de dois ramos abertos e manômetros truncados.

### Manômetro de dois ramos abertos
O manômetro mais sensível consiste em um tubo de vidro dobrado em U que contém um líquido apropriado
(mercúrio, água, óleo, ...). Um dos ramos do tubo está aberto à atmosfera; o outro está conectado com o depósito que contém o fluido cuja pressão se deseja medir (Figura 1). O fluido do recipiente penetra em parte do tubo em U, fazendo contato com a coluna líquida. Os fluidos alcançam uma configuração de equilíbrio da qual resulta fácil deduzir a pressão manométrica no depósito:
{\displaystyle p_{\text{m}}=p-p_{\text{atm}}=\rho _{\text{m}}gh+\rho gd\,}
onde ρm e ρ são as densidades do líquido manométrico e do fluido contido no depósito, respectivamente. Se a densidade de tal fluido é muito inferior a do líquido manométrico, na maioria dos casos podemos desprezar o termo ρgd, e teremos
{\displaystyle p_{\text{m}}\approx p-p_{\text{atm}}=\rho _{\text{m}}gh\,}
de modo que a pressão manométrica p-patm é proporcional à diferença de alturas que atinge o líquido manométrico nos dois ramos. Evidentemente, o manômetro será tanto mais sensível quanto menor seja a densidade do líquido manométrico utilizado.

### Manômetro truncado
O chamado manômetro truncado (Figura 2) serve para medir pequenas pressões gasosas, desde vários torrs até 1 Torr. Não é mais que um barômetro de sifão com seus dois ramos curtos. Se o ramo aberto se comunica com um depósito cuja pressão supere a altura máxima da coluna barométrica, o líquido barométrico preenche o ramo fechado. No caso contrário, se forma um vácuo barométrico no ramo fechado e a
pressão absoluta no depósito será dada por
{\displaystyle p=\rho _{\text{m}}gh+\rho gd\approx \rho _{\text{m}}gh\,}
Observe-se que este dispositivo mede pressões absolutas, pelo que não é um verdadeiro manômetro.

## Manômetros que medem deformações
Alguns manômetros utilizam a deformação que as pressões causam na forma de sólidos, como superfícies ou espirais.

### Manômetro de membrana
Outro tipo de manômetro recorre à deformação de uma membrana flexível. Estas membranas, por terem deformação proporcional à pressão a que estão sujeitas, são utilizadas com vários outros métodos no sentido de transformar a deformação numa grandeza que possa ser processada. 
Utilizam-se extensómetros (resistências variáveis com a deformação chamadas de strain gage ou células de carga) para possibilitar a conversão para grandezas eléctricas. Contudo, um dos métodos mais utilizados corresponde a ligar electricamente a membrana de tal forma que seja uma armadura móvel de dois condensadores, assim a deformação a que a membrana se sujeita gera uma variação da capacidade, recorrendo a alguma electrônica consegue-se obter uma tensão eléctrica directamente proporcional à pressão aplicada à membrana.

### Manômetro metálico ou aneroide
Na indústria se empregam quase exclusivamente os manômetros metálicos ou aneroides, que são barômetros aneroides modificados de tal forma que dentro da caixa atua a pressão desconhecida que se deseja medir e fora atua a pressão atmosférica. O mais comum é o manômetro de Bourdon, consistindo em um tubo metálico, laminado, hermético, fechado em uma extremidade e enrolado em espiral (Figura 3). A extremidade aberta se comunica com o depósito que contém o fluido cuja pressão se deseja medir; então, ao aumentar a pressão no interior do tubo, este tende a desenrolar-se, e põe em movimento uma agulha indicadora frente a uma escala calibrada em unidades de pressão. Estes manômetros são para aplicações de 0,6 até 7.000 bar.
Outros métodos podem ser utilizados para efectuar a medição de pressão, tais como: LVDT, manómetro de cilindro, cristais piezoeléctricos.